# Marschnerstraße 42 (München)

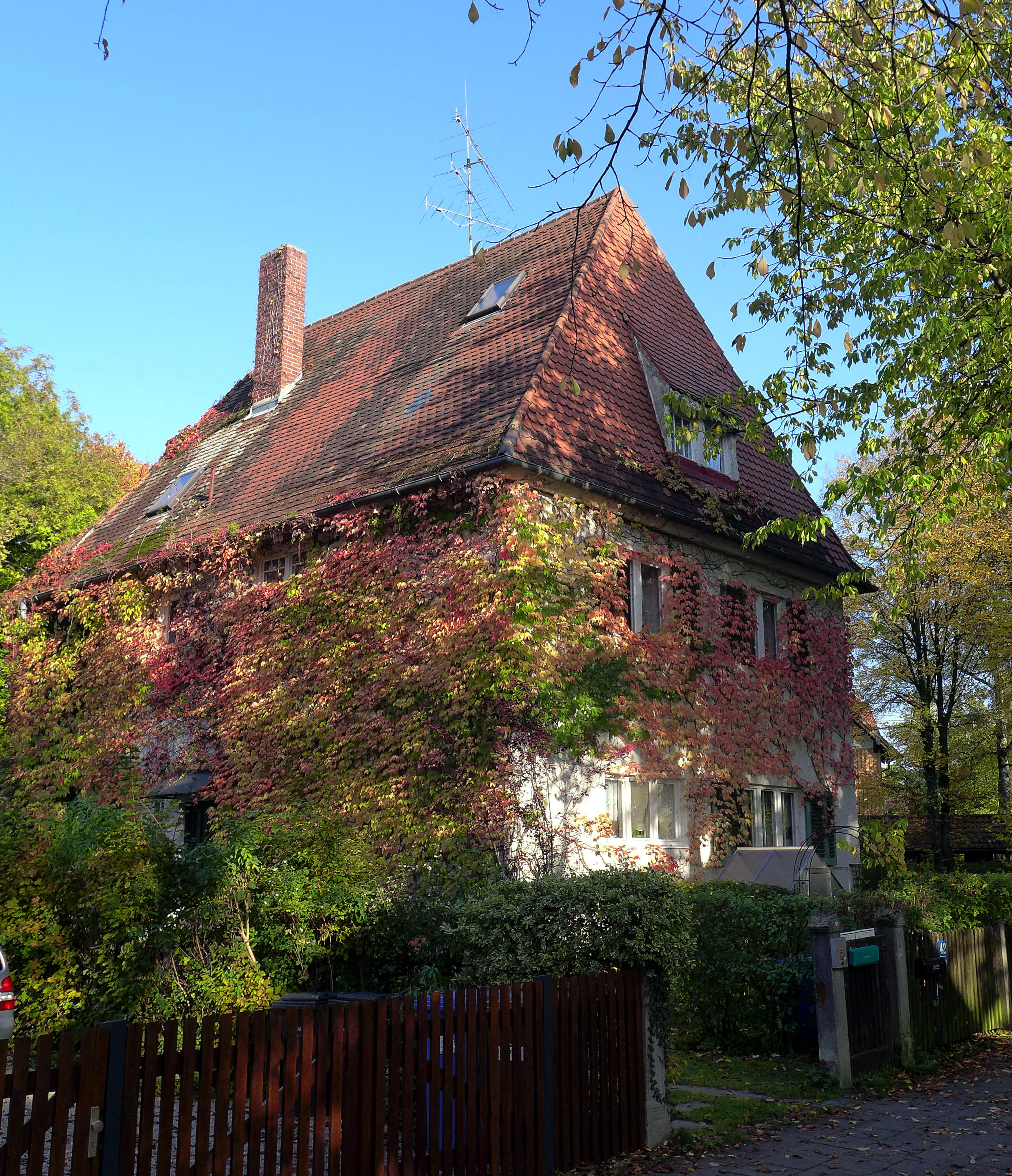
Haus Marschnerstraße 42 in Obermenzing

Das Wohnhaus Marschnerstraße 42 im Stadtteil Obermenzing der bayerischen Landeshauptstadt München wurde 1910 errichtet. Die Villa an der Marschnerstraße, die zur Villenkolonie Pasing II gehört, ist ein geschütztes Baudenkmal.
Der Walmdachbau wurde von Bernhard Borst erbaut. An der Gartenseite befindet sich ein erdgeschossiger Erker. In den Jahren 1983/94 wurde das Einfamilienhaus in ein Zweifamilienhaus umgebaut.

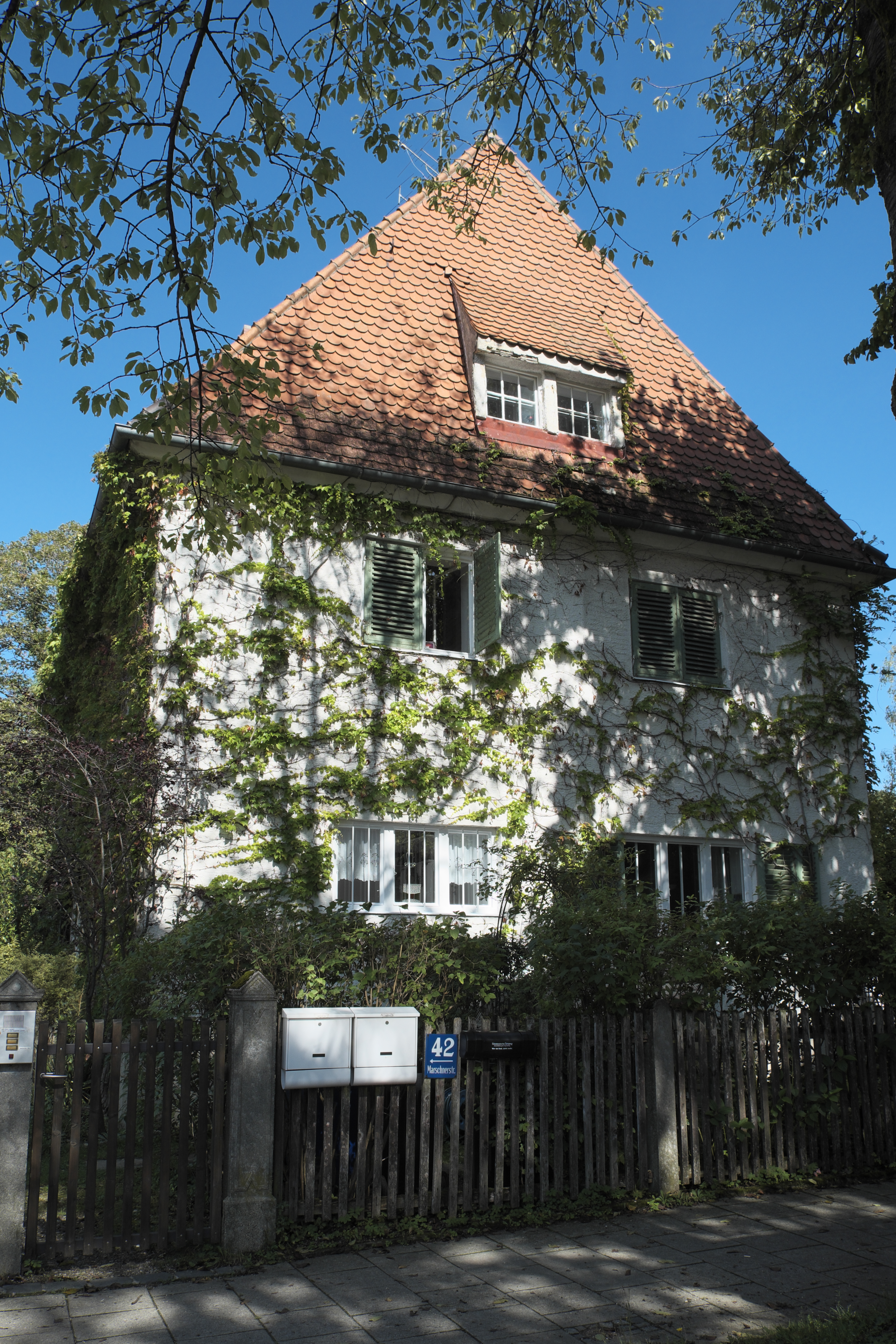
Fassade zur Straße
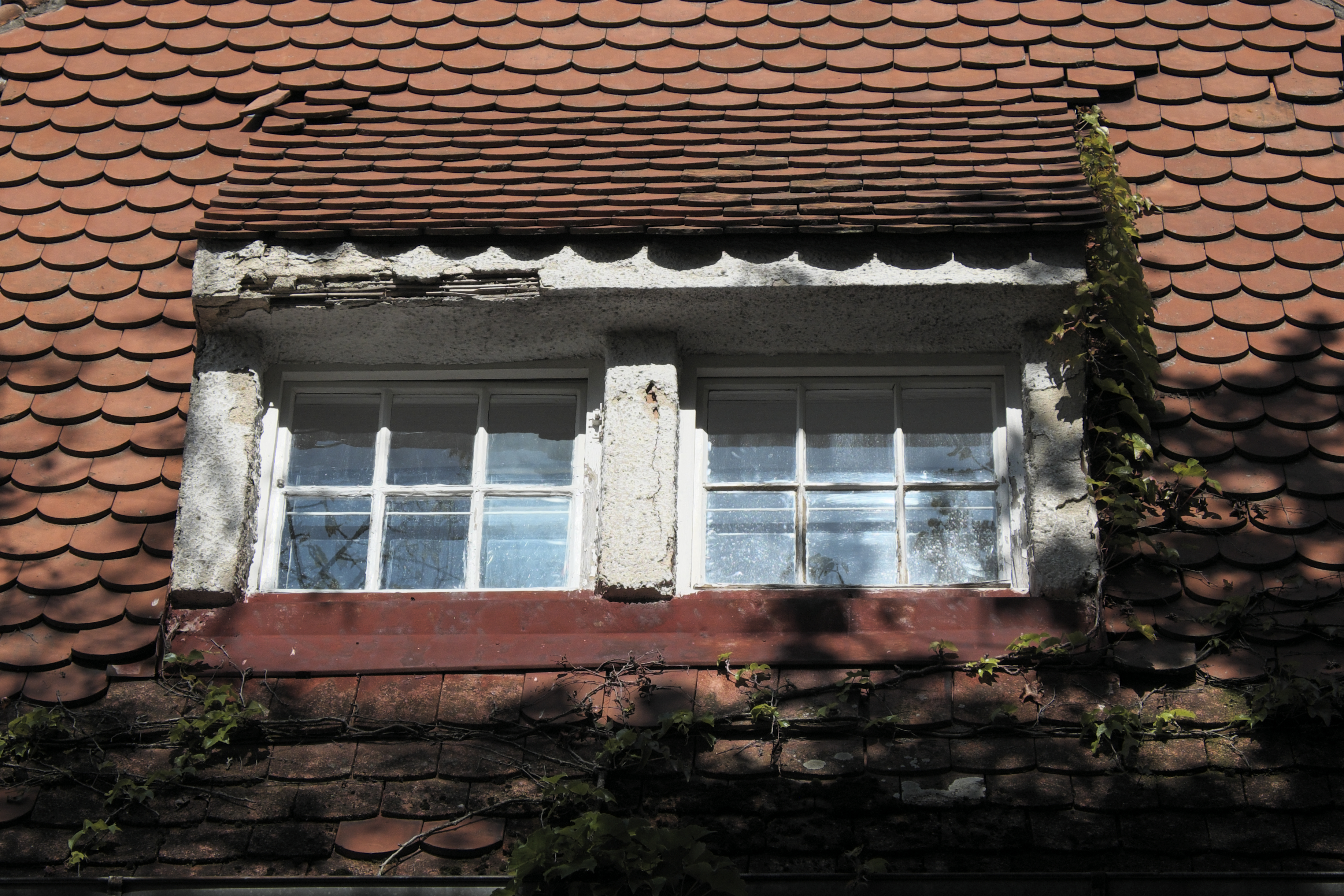
Dachfenster